# Pitkäsaari (ö i Finland, Kymmenedalen, lat 60,50, long 27,02)
Pitkäsaari är en ö i Finland. Den ligger i Finska viken och i kommunen Kotka i landskapet Kymmenedalen, i den södra delen av landet. Ön ligger nära Kotka och omkring 120 kilometer öster om Helsingfors.
Öns area är 42,6 hektar och dess största längd är 1,6 kilometer i nord-sydlig riktning.